# Gerd Osten
Gerd Alice Osten, under en tid Bæckström, ogift Ekbom, född 23 december 1914 i Gustavi församling i Göteborg, död 5 oktober 1974 i Hässelby församling i Stockholm, var en svensk filmkritiker, författare och regissör. Hon skrev under signaturen Pavane.

## Biografi
Gerd Osten var dotter till praktiserande läkaren Karl Ekbom och Elisabeth Möller. Efter studentexamen bedrev hon språkstudier utomlands och kom att verka som journalist.
Hon hade allvarliga psykiska problem under senare delen av sitt liv. Hennes dotter Suzanne Osten har i olika former skildrat hur det var att växa upp med en psykiskt sjuk mor.
Gerd Osten var 1935–1940 gift med kulturjournalisten, översättaren och konstnären Tord Bæckström (1908–1991) och 1941–1948 med finmekanikern Karl Osten (1912–1970).
Gerd Osten är gravsatt i minneslunden på Råcksta begravningsplats.